# Pałac w Zabardowicach
Pałac w Zabardowicach – wybudowany w  XVI w. w Zabardowicach. 14.04.2019 r. spłonął.

## Położenie
Pałac położony jest we wsi w Polsce, w województwie dolnośląskim, w powiecie oławskim, w gminie Oława.

## Historia
Trzykondygnacyjny pałac murowany z kamienia łamanego i cegły został zbudowany na planie prostokąta w końcu XIX w., ale początki zabudowy pałacowej sięgają jeszcze XVI w. Budynek wielokrotnie zmieniał właścicieli. Przed 1902 r. pałac przejęła cukrownia Zuckerfabrik Neugebauer & Co. z Brzegu i prawdopodobnie do końca II wojny światowej kompleks był częścią majątku tej firmy. Potem wkroczyła tam Armia Czerwona, a od lat 50. XX w. pałac wraz z przyległościami należał do Państwowego Gospodarstwa Rolnego w Polwicy. Pod upadku PGR-ów przejęła go ANR.  Agencja Nieruchomości Rolnych w maju 2013 r. sprzedała kompleks pałacowo-parkowy.  14.04.2019 r. pałac spłonął. Pożar gasiło 16 zastępów straży pożarnej.

## Architektura
Budynek pałacu nakrywa mansardowy dach z lukarnami i szczytami wolutowymi. Warto zwrócić uwagę na kamienne obramowania okien, które świadczą o renesansowym pochodzeniu obiektu. W dwóch salach w północnej części pałacu zachowały się sklepienia kolebkowe z lunetami. Obiekt jest częścią zespołu pałacowego, w skład którego wchodzi jeszcze park z drugiej  połowy XIX w.